# Каниньш, Армин
Арми́н Ка́ниньш (латыш. Armīns Kaniņš; 5 мая 1989, Даугавпилс) — латвийский футболист, нападающий.

## Карьера
Свою карьеру Армин Каниньш начал в футбольном клубе ДЮСШ Илуксте, в ряды которого он был заявлен 26 июня 2013 года. В этот же день в рядах клуба он дебютировал в Высшей лиге Латвии, выйдя на замену на 74-й минуте в матче с «Юрмалой» (0:2).